# Famille d'Harscamp

Armes de la famille d'Harscamp

La famille d’Harscamp était une famille aristocratique belge de la région de Namur (Belgique), associée aux comtes d'Argenteau. Originaire d'Harskamp (près d'Arnhem) dans la province de Gueldre (Pays-Bas), la famille s’est enrichie durant la guerre de Trente Ans par l’exploitation du secret de la fonte des canons en une seule pièce. Ils ont doté de nombreuses institutions caritatives locales et une rue du centre de Namur porte leur nom. La ville de Liège et le village de Fernelmont (où se trouvait le château familial) ont également leur ‘rue d’Harscamp’.

## Membres de la famille
Jeanne d'Harscamp, duchesse douairière de Beaufort-Spontin, accueillit Louis XIV de France dans son château de Freÿr, lors de la signature du Traité de Freÿr (1675).
Charles-François de Paule, Baron d'Harscamp (1669-1736) fut bourgmestre de Namur puis lieutenant-gouverneur de 1732 à sa mort. Le 24 octobre 1711, il épousa Marie Isabelle, Comtesse d'Argenteau (1689- ?), chanoinesse du chapitre noble de Sainte-Begge à Andenne. Ils eurent cinq enfants :
- Charles-Antoine (~1712-1745), moine à l'abbaye cistercienne de la Fontaine de Marie (cs) près de Žďár, en Moravie ;
- Marie-Thérèse-Isabelle (1712-1782), qui épousa le baron Heinrich von Blumenthal et fut, en tant que baronne von Blumenthal, chef de famille de la princesse Heinrich de Prusse. Une sculpture d'elle réalisée par Jean-Pierre-Antoine Tassaert fut détruite lors de bombardement alliés.
- Charles-Joseph, baron de Bossimé, né en 1714, officier au service du Roi d'Espagne, mort au combat en 1747;
- Henri, mort au combat, en 1741 (bataille de Mollwitz en Silésie) ;
- François-Pontian II (15 mai 1717 - 1 mai 1794 à Fernelmont), baron de Bossimé, qui épousa Isabelle Brunelle le 3 septembre 1748 à Kniesen, philanthrope de renom, dont la statue se trouve dans le parc de l'Hospice d'Harscamp, à Namur.  Ils eurent trois enfants qui moururent en bas âge:
  - Wenceslas-Stanislas, né à Chomranice le 29 août 1751 et mort le 2 juillet 1763.
  - François-Joseph, né à Levoča le 4 décembre 1753 et mort le 12 juillet 1763.
  - une fille (1759-1765).

## Source
- Soc. Archéologique de Namur, t. XIV, BORMANS, Généalogie des Harscamp.